# Sermizelles
Sermizelles là một xã nằm ở tỉnh Yonne trong vùng Bourgogne, Pháp. Xã này là một bộ phận của Morvan, trên tuyến quốc lộ 6 đông nam thủ đô Paris.

## Hành chính
| Danh sách các thị trưởng               |           |                |      |           |
| Giai đoạn                              | Giai đoạn | Tên            | Đảng | Tư cách   |
| 1988                                   | 2014      | Pierre Bertoux |      |           |
| 1950                                   | 1971      | Robert Guy     |      |           |
| 1793                                   |           | Louis Gourlet  |      | 1er maire |
| Tất cả các dữ liệu trước đây không rõ. |           |                |      |           |

## Thông tin nhân khẩu
| 1793 | 1800 | 1806 | 1821 | 1831 | 1836 | 1841 | 1846 | 1851 |
| ---- | ---- | ---- | ---- | ---- | ---- | ---- | ---- | ---- |
| 330  | 350  | 336  | 402  | 362  | 365  | 394  | 396  | 373  |

| 1856 | 1861 | 1866 | 1872 | 1876 | 1881 | 1886 | 1891 | 1896 |
| ---- | ---- | ---- | ---- | ---- | ---- | ---- | ---- | ---- |
| 328  | 349  | 342  | 362  | 319  | 317  | 305  | 313  | 318  |

| 1901 | 1906 | 1911 | 1921 | 1926 | 1931 | 1936 | 1946 | 1954 |
| ---- | ---- | ---- | ---- | ---- | ---- | ---- | ---- | ---- |
| 278  | 266  | 255  | 231  | 246  | 250  | 251  | 266  | 248  |

| 1962                                         | 1968 | 1975 | 1982 | 1990 | 1999 | 2006 | - | - |
| -------------------------------------------- | ---- | ---- | ---- | ---- | ---- | ---- | - | - |
| 263                                          | 306  | 218  | 201  | 204  | 225  | 264  | - | - |
| Số liệu kể từ 1962 : dân số không tính trùng |      |      |      |      |      |      |   |   |

le village comptait en:
- 1543= 435 habitants
- 1590= 400 habitants
- 1605= 175 habitants
- 1679= 450 habitants
- 1720= 250 habitants